# Pablo Aurrecochea
Pablo Fernando Aurrecochea Medina (Artigas, 8 marzo 1981) è un ex calciatore uruguaiano, di ruolo portiere.

## Carriera
Nel 2009 debutta con il Guaraní. Viene soprannominato "El Vasco" ed è conosciuto perché, durante le partite, indossa delle magliette con le immagini di alcuni cartoni animati come Topolino, Spiderman, Superman, SpongeBob, ecc.

## Palmarès

### Club

#### Competizioni nazionali
- Campionato uruguaiano: 1

Nacional: 1998
- Liguilla Pre-Libertadores de América: 1

Nacional: 1999
- Campionato paraguaiano: 1

Guaraní: Apertura 2010